# Бахчисарайський район
Бахчисара́йський райо́н (крим. Bağçasaray rayonı) — район в Автономній Республіці Крим України. Адміністративний центр — місто Бахчисарай.
Утворений 7 вересня 2023 року з територій Бахчисарайського району, а також Інкерманської міської, Качинської селищної та сільських рад, підпорядкованих Севастопольській міській раді.
За переписом 2001 року населення району становило 130,4 тисячі осіб.

## Географія
На заході омивається Чорним морем. Центральна частина району розташована у межах Внутрішнього пасма Кримських гір, південно-східна — у передгір'ях і частково на північних схилах Головного пасма Кримських гір. Район лежить у межах Кримської передгірної лісостепової фізико-географічної області та головної гірсько-лугово-лісової гряди Кримських гір.

## Ради і населені пункти
У районі 116 населених пунктів — 2 міста, 7 селищ і 107 сіл, які входять до 24 рад — 2 міських, 3 селищних і 19 сільських.
Ради:
1. Бахчисарайська міська рада
2. Інкерманська міська рада
3. Качинська селищна рада
4. Куйбишевська селищна рада
5. Поштівська селищна рада
6. Андріївська сільська рада
7. Ароматненська сільська рада
8. Верхньосадівська сільська рада
9. Верхоріченська сільська рада
10. Вілінська сільська рада
11. Голубинська сільська рада
12. Долинненська сільська рада
13. Залізничненська сільська рада
14. Зеленівська сільська рада
15. Каштанівська сільська рада
16. Красномацька сільська рада
17. Орлинівська сільська рада
18. Піщанівська сільська рада
19. Плодівська сільська рада
20. Скалистівська сільська рада
21. Табачненська сільська рада
22. Тернівська сільська рада
23. Тінистівська сільська рада
24. Углівська сільська рада

Міста: Бахчисарай, Інкерман
Смт: Албат, Кача, Научний, Поштове
Відповідно до Закону України «Про внесення змін до деяких законодавчих актів України щодо вирішення окремих питань адміністративно-територіального устрою Автономної Республіки Крим» до 7 жовтня 2023 року мають бути затверджені адміністративні центри та території територіальних громад району.